# GAZ-63
GAZ-63 – radziecka, dwutonowa ciężarówka z napędem 4x4 produkowana w latach 1948–1968 w zakładach przemysłowych Gorkowskij Awtomobilnyj Zawod. Ciężarówka była produkowana na bazie ciężarówki GAZ-51. Obie konstrukcje mają podobne parametry oraz pojemność silnika. Wyprodukowano 474 464 szt.
Na bazie ciężarówki skonstruowany został transporter opancerzony BTR-40 oraz wykorzystano podwozie do produkcji BM-14-17.